# Hoofdstad
Een hoofdstad is een stad die de voornaamste politieke status geniet in een land, deelstaat, provincie of andere bestuurlijke entiteit. De positie van hoofdstad is vaak juridisch vastgelegd, soms in een grondwettelijke tekst. Meestal heeft het bestuur van het gebied zijn zetel in de hoofdstad. Een verwante, maar minder specifieke term is hoofdplaats. Deze term kan bij uitbreiding ook worden gebruikt voor de centrumplaats in een gemeente of regio.
Een stad kan de hoofdstad van verschillende bestuurlijke eenheden zijn; zo is Brussel de hoofdstad van België, van de Vlaamse Gemeenschap en van de Franse Gemeenschap.

## Informeel gebruik
De term hoofdstad wordt in informele zin ook gebruikt om een specifieke eigenschap of bevoorrechte positie van een stad in institutioneel, geografisch of thematisch opzicht aan te geven. Zo wordt Brussel vaak de hoofdstad van Europa genoemd, Parijs de hoofdstad van de liefde en wordt Amsterdam soms beschouwd als de hoofdstad van de cannabis. Meer voor regionale of lokale marketingdoeleinden gemunt lijken voorbeelden als: Gouda, hoofdstad van de kaas of, als gelegenheidspredicaat: Enschede, hoofdstad van Twente.

## Keuze voor een hoofdstad
Meestal wordt de belangrijkste stad van een gebied, die vaak ook de stad met de meeste inwoners en de grootste economie is, gekozen als hoofdstad. Na verloop van tijd kan het voorkomen dat andere steden de hoofdstad op sommige punten voorbijstreven.
Soms is een hoofdstad ook een primate city: een stad die disproportioneel groter is dan de andere steden in een land. Zo woont in sommige landen, zoals Cuba en Mexico, bijna een derde van de bevolking in de hoofdstedelijke agglomeratie.
Er kunnen echter redenen zijn om niet de grootste stad als hoofdstad aan te wijzen. Daarbij kan het gaan om speciaal geplande steden.
De moderne hoofdstad heeft niet altijd bestaan: in het middeleeuwse West-Europa kwam ambulant koningschap voor waarbij de vorst periodiek in verschillende plaatsen verbleef.

### Politieke keuzes
- In een verdeeld land met verschillende bevolkingsgroepen wordt soms een "neutrale" stad, die niet gedomineerd wordt door een bepaalde bevolkingsgroep, als hoofdstad aangewezen om minderheden niet voor het hoofd te stoten. Een voorbeeld is Abuja in Nigeria, dat het veel belangrijkere Lagos als hoofdstad moest vervangen omdat het in een centraal en demografisch gemengd gebied gelegen was.
- In een bondsstaat kan men ervoor kiezen om een hoofdstad te kiezen die niet in een bepaalde deelstaat ligt om geen staat te bevoorrechten. Een voorbeeld is Washington D.C. in de Verenigde Staten, dat in het speciaal gecreëerde District of Columbia ligt en niet in een staat.

### Economische en planologische keuzes
- De hoofdstad van een land kan verplaatst worden naar een minder bevolkt gebied om de achtergebleven periferie van het land te stimuleren; zo werd in Brazilië landinwaarts de stad Brasilia gebouwd om de kustplaats Rio de Janeiro als hoofdstad te vervangen, zodat de bevolking naar het binnenland zou trekken.
- Als een hoofdstad overbevolkt raakt of dreigt te raken kan een andere plaats als hoofdstad uitgeroepen worden in de hoop een nieuw economisch centrum te creëren dat de overbevolking van de oude hoofdstad op kan vangen.

### Historische, culturele en persoonlijke keuzes
- Een hoofdstad kan ook om historische redenen gekozen worden; zo werd het grotendeels verwoeste en nauwelijks bewoonde Athene in 1832 als hoofdstad van Griekenland gekozen om de glorie van het oude Griekse Rijk te herstellen.
- Culturele redenen spelen soms een rol bij de keuze voor een hoofdstad; zo verplaatste Tsaar Peter I van Rusland zijn regering van Moskou naar Sint-Petersburg om het Russische Rijk een westerse oriëntatie te geven. Vanwege deze band met het verdreven tsarenhuis verplaatsten de communisten de hoofdstad terug naar Moskou.
- In het uitzonderingsgeval van Ivoorkust werd in 1983 de hoofdstad uit persoonlijke belangen verplaatst naar Yamoussoukro, de geboorteplaats van de toenmalige president en tot die tijd een relatief onbelangrijk dorp. Toch zitten de meeste regeringsgebouwen nog steeds in de vroegere hoofdstad Abidjan.

### Strategische redenen
- Naypyidaw werd in 2005 als hoofdstad van Myanmar gekozen omdat het strategischer gelegen was dan de oude hoofdstad Yangon; de stad ligt dicht bij een aantal turbulente gebieden en de regering vond het verstandig om daar een grotere militaire en gouvernementele aanwezigheid te hebben.
- Ten tijde van de Ming-dynastie werd de hoofdstad van China verplaatst van Nanjing naar Peking om de grens met de Mongolen en Mantsjoes beter te kunnen bewaken.
- Madrid werd in 1561 om strategische redenen de hoofdstad van het Spaanse rijk. Koning Filips II vond zijn rijk moeilijk bestuurbaar aan de randen van het Iberisch schiereiland en een dorpje in het midden van het schiereiland werd ingesteld als de nieuwe hoofdstad van het land.
- De Geconfedereerde Staten van Amerika kozen Richmond (Virginia) tot hoofdstad boven zuidelijkere en dus veiligere plaatsen omdat men hiermee een vastberaden houding jegens de Unie wilde uitstralen en hoopte dat dit grensstaten zou aanmoedigen tot de Confederatie toe te treden. Bovendien bezat Virginia de beste infrastructuur en verhoudingsgewijs de meeste blanken.

### Combinaties van factoren
- De hoofdsteden van de staten van de Verenigde Staten zijn vaak veel kleiner en minder bekend dan andere steden in de staat. Zo is bijvoorbeeld de hoofdstad van Californië Sacramento, en niet Los Angeles of San Francisco. Dat heeft historisch gezien verschillende oorzaken. Anders dan eerdere, tijdelijke hoofdsteden lag Sacramento ver genoeg van zee om invallen van die zijde moeilijk te maken, terwijl de stad zelf via rivieren wel toegang tot diezelfde zee had. Toen in de buurt van Sacramento goud gevonden werd, brak de Californische goldrush uit en Sacramento ontwikkelde zich tot een economisch belangrijke en welvarende stad. De elite van de staat woonde en werkte hier. Toen een definitieve hoofdstad gekozen werd, was Sacramento een logische keuze.[8]

## Strategisch belang van een hoofdstad
Een hoofdstad is tijdens een oorlog vaak van groot strategisch belang; als de hoofdstad van het vijandige land veroverd is kan de regering soms gevangengenomen worden en kunnen de belangrijke politieke centra worden ingenomen. Een hoofdstad heeft bovendien vaak een symbolische functie waardoor de val van de hoofdstad van een land sterk demoraliserend werkt. Overigens is dit geen wet van Meden en Perzen; er zijn in de geschiedenis tal van voorbeelden bekend van staten die stand wisten te houden en zelfs de invallers wisten te verslaan ondanks de val van de hoofdstad, zoals Servië in 1914, Frankrijk tijdens de Honderdjarige Oorlog, Rusland in 1812 en China tijdens de Tweede Wereldoorlog. Hierbij dient dan wel weer te worden aangetekend dat in vrijwel alle gevallen het regeringsapparaat tijdig geëvacueerd was en er al van tevoren serieus rekening gehouden werd met de val van de hoofdstad.
In de geschiedenis zijn veel belangrijke veldslagen rond hoofdsteden geleverd; zo werd er in de Amerikaanse Burgeroorlog heel veel strijd geleverd om Washington D.C., de hoofdstad van de Unie, ondanks het feit dat de regering relatief makkelijk per trein verplaatst kon worden en dat de stad nog geen heel belangrijk economisch centrum was.

## Naam
Soms heeft een hoofdstad dezelfde naam als het land of de provincie. Dit komt voor in kleinere landen zoals Koeweit (Koeweit (stad)), Djibouti (Djibouti (stad)), Luxemburg (Luxemburg (stad)), Andorra (Andorra la Vella) en San Marino (San Marino (stad)). Een onmiskenbare overeenkomst is te zien in Mexico (hoofdstad Ciudad de México) en Brazilië (Brasilia). Sommige namen van landen zijn afgeleid van hun hoofdstad, dit is het geval bij Tunesië (Tunis) en Algerije (Algiers). Marokko komt van Marrakesh, de voormalige hoofdstad van het land.
Bij provincies is het niet ongewoon dat de hoofdstad dezelfde naam heeft, zoals bij Groningen, Luik, Antwerpen, Namen en Utrecht en bij de meeste Spaanse provincies. In Groot-Brittannië zijn veel namen van graafschappen afgeleid van hun hoofdstad, met het achtervoegsel -shire, zoals Oxfordshire (Oxford) en Cambridgeshire (Cambridge). Lancashire komt van Lancaster, de voormalige hoofdstad van het graafschap.
Soms is er in een gebied een stad met dezelfde naam die niet de hoofdstad is: New York (hoofdstad Albany), Kildare (hoofdstad Naas).

## Uitzonderingen

### Hoofdstad niet de regeringszetel
Een uitzondering op de definitie van een hoofdstad vormt de hoofdstad van Nederland, waarbij Amsterdam formeel de hoofdstad is, maar niet aan de kenmerken van een hoofdstad voldoet. De regering, het parlement, het hooggerechtshof en het staatshoofd zijn gevestigd in Den Haag, dat daarom ook wel de Residentiestad genoemd wordt. Amsterdam wordt weliswaar in de Nederlandse Grondwet vermeld als hoofdstad, maar de enige consequentie daarvan is dat een nieuwe koning aldaar beëdigd en ingehuldigd moet worden. Wel is Amsterdam economisch belangrijker dan Den Haag, en is het qua inwoners de grootste stad van Nederland.
Iets dergelijks is ook het geval bij o.a. Bolivia. Sucre is de formele hoofdstad, maar de regering zetelt in La Paz, dat ook verreweg de belangrijkste stad is.

### Hoofdstad buiten het eigenlijke territorium
In sommige gevallen bevindt de hoofdstad van een gebied zich buiten het gebied zelf, vaak om praktische of politieke redenen:
- Chandigarh in India is de nieuw gebouwde hoofdstad van de deelstaten Punjab en Haryana en het unieterritorium Chandigarh.
- Hoewel de Republiek China de jure gezag claimt over geheel China, heeft zij de facto slechts gezag over het eiland Taiwan. De officiële hoofdstad van Taiwan (de Republiek China) is echter het op het vasteland gelegen Nanjing. Taipei is juridisch slechts de provinciehoofdstad van Taiwan, waar de regering 'tijdelijk' zetelt. De hoofdstad Nanjing is 'tijdelijk bezet door de communisten'. Een soortgelijke situatie bestond in het verdeelde Duitsland: de regering was 'tijdelijk' in Bonn gevestigd omdat West-Berlijn slecht te bereiken was.
- De Friese gemeente Wymbritseradeel had voor de herindeling van 1984 Sneek als hoofdplaats, hoewel Sneek een aparte gemeente was.
- De gemeente Lonneker had voor haar opheffing in 1934 haar gemeentehuis in de gemeente en stad Enschede.
- Het gemeentehuis van de Noord-Hollandse gemeente Bergen staat in het aangrenzende Alkmaar.
- Voor de gemeentelijke herindeling die leidde tot een samenvoeging stonden er in Franeker twee gemeentehuizen, dat van Franeker en dat van Franekeradeel. Dit was ook het geval in Stad Delden en Ambt Delden.
- De gemeente Zwollerkerspel had gedurende haar bestaan haar gemeentehuis in Zwolle. Zwolle werd volledig omsloten door Zwollerkerspel, maar was (en is) een zelfstandige gemeente.
- Het gemeentehuis van de voormalige gemeente Weesperkarspel bevond zich in de aangrenzende stad en gemeente Weesp.
- De county hall van Surrey stond tot 2020 in Kingston upon Thames in Groot-Londen.

### Meerdere hoofdsteden
Soms worden de functies van een hoofdstad (zie de inleiding) verspreid over meerdere steden. In dit geval spreekt men vaak van meerdere hoofdsteden, hoewel er meestal maar één formele hoofdstad is. Voorbeelden:
- In Zuid-Afrika zijn de zetels van de wetgevende, uitvoerende en rechterlijke macht gevestigd in drie verschillende steden; Pretoria is de bestuurlijke hoofdstad, Kaapstad is de wetgevende hoofdstad en Bloemfontein is de gerechtelijke hoofdstad. Johannesburg is de grootste stad.
- Swaziland heeft twee hoofdsteden: Lobamba en Mbabane.
- In Chili is de regering gevestigd in Santiago en het parlement in Valparaíso. De formele hoofdstad is Santiago.

### Geen hoofdstad
Er zijn een paar onafhankelijke landen in de wereld zonder een officiële hoofdstad:
- Monaco, Vaticaanstad en Singapore zijn stadstaten en hebben geen hoofdstad los van het land zelf.
- Nauru (een kleine Oceanische eilandsstaat).
- Zwitserland (heeft wel een bondsstad, Bern, terwijl Zürich het economisch centrum is).

### Jeruzalem
Israël claimt de stad Jeruzalem als hoofdstad en Palestina Oost-Jeruzalem. Het VN-verdelingsplan van 1947 deelde deze stad in als een corpus separatum, maar dit is nooit doorgevoerd. De de facto hoofdstad van Palestina is Ramallah.